# Acadische orogenese
De Acadische orogenese is een fase van gebergtevorming die wordt teruggevonden in de Appalachen in het oosten van Noord-Amerika. Deze fase vond plaats in het Vroeg-Devoon (ongeveer 410 tot 390 miljoen jaar geleden). Soms wordt de naam ook gebruikt voor latere tektonische fases die tot het Mississippien (Onder-Carboon, 350 miljoen jaar geleden) plaatshadden.

## Geologie
De Appalachen hebben een ingewikkelde geologische geschiedenis. De Acadische orogenese volgde op een oudere fase, de Taconische orogenese, en zou zelf weer opgevolgd worden door de Alleghenische orogenese. De Acadische orogenese wordt herkend in grote delen van de Appalachen, maar is vooral duidelijk aanwezig tussen New York en Newfoundland. Hoewel de belangrijkste deformatiefase tijdens het Devoon was, vonden tot in het Carboon metamorfose en intrusie van magma plaats.
De Acadische orogenese was toevalligerwijs ongeveer gelijktijdig met de Antlerorogenese in het westen van Noord-Amerika.

## Vorming
In het Vroeg-Paleozoïcum vormde het tegenwoordige Noord-Amerika het paleocontinent Laurentia. Dit continent was vanaf het Siluur bezig zich samen te voegen met een ander paleocontinent, Baltica (tegenwoordig Noord-Europa). Tegelijkertijd voegde het kleine continent Avalonia zich vanuit het zuiden bij de twee. De botsing van Avalonia met Laurentia veroorzaakte de Acadische orogenese in Noord-Amerika, de botsing van Baltica en Laurentia veroorzaakte de Caledonische orogenese in Groenland en Noord-Europa. Dat de namen verschillen komt doordat de orogeneses al herkend werden in de tijd dat men nog niet wist dat continenten kunnen bewegen en dat Noord-Amerika en Europa ooit aan elkaar vast zaten.
Door het samenkomen van Avalonia en Laurentia verdween het oceanisch bekken tussen de twee, dit was een overblijfsel van de Iapetusoceaan.